# Hessigheim

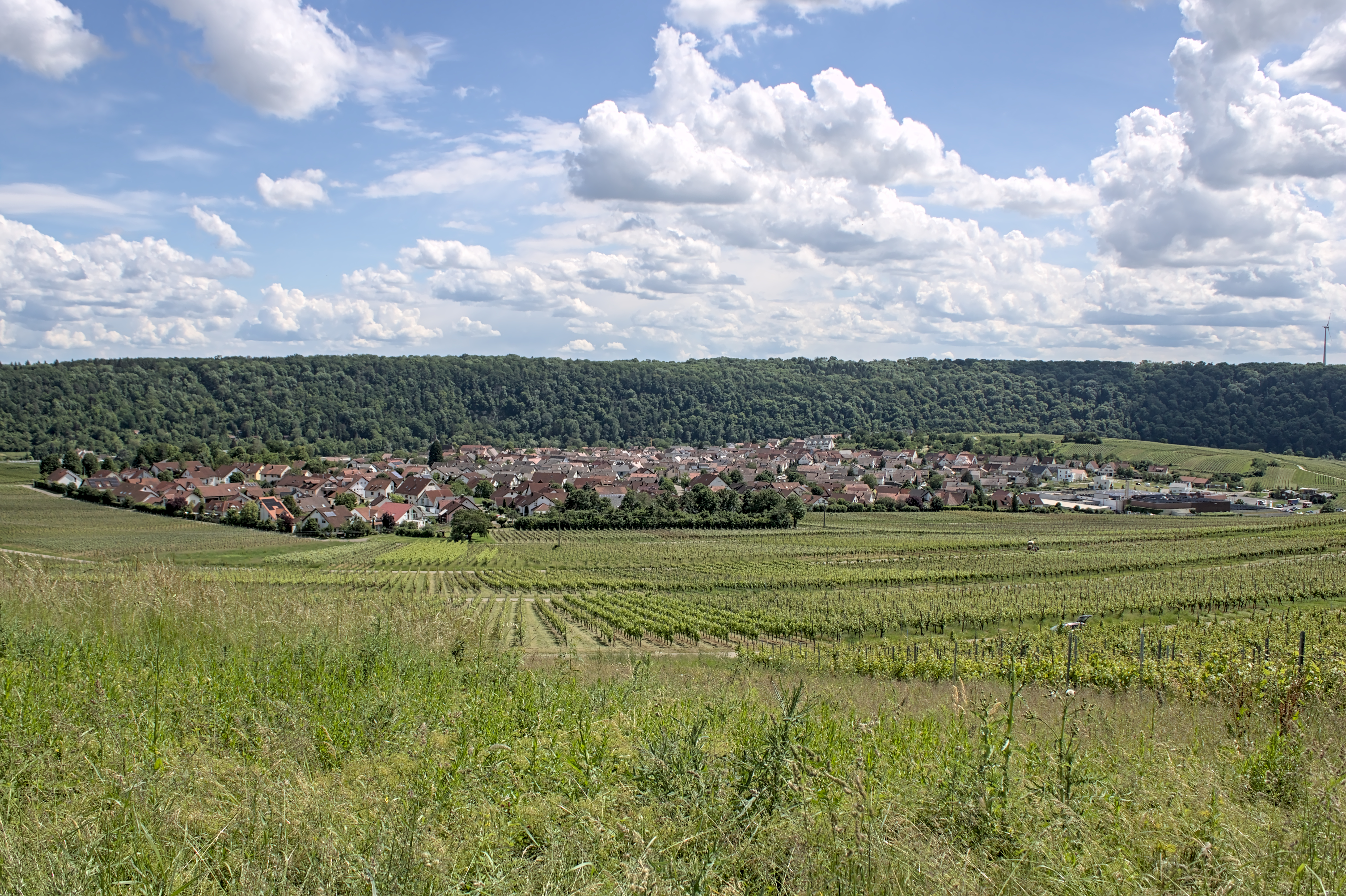
Blick auf Hessigheim

Hessigheim ist eine Gemeinde im Landkreis Ludwigsburg etwa 25 km nördlich von Stuttgart. Sie gehört zur Region Stuttgart (bis 1992 Region Mittlerer Neckar) und zur europäischen Metropolregion Stuttgart. Zur Gemeinde Hessigheim gehören außer dem Dorf Hessigheim keine weiteren Orte.

## Geographie

### Geographische Lage
Hessigheim liegt weit überwiegend am rechten Ufer des Neckars an einer nach Süden gerichteten Schleife zwischen Mundelsheim im Osten und Besigheim im Westen. Die Steilhänge nördlich der Schleife sind mit Weinbergen bewachsen, das Südufer des Flusses ist bewaldet. Weitere Nachbarn sind Gemmrigheim im Norden, Kleiningersheim im Süden und der Besigheimer Ortsteil Ottmarsheim im Nordosten.

### Gemeindegliederung
Die Gemeinde Hessigheim hat als einzigen Siedlungsteil das gleichnamige Dorf. Außerdem gehören zwei auf dem Weiler Schreyerhof gelegene Häuser zu Hessigheim.

### Nachbargemeinden
Im Nordwesten grenzt die Gemeinde Gemmrigheim ans Gemeindegebiet, im Nordosten kurz die Ottmarsheimer Gebietsexklave von Besigheim, im Osten die Gemeinde Mundelsheim, im Südosten die Gemeinde Ingersheim, im Südwesten und Westen der Hauptteil des Gebietes der Stadt Besigheim. Alle Nachbarkommunen liegen ebenfalls im Landkreis Ludwigsburg.

### Flächenaufteilung
Nach Daten des Statistischen Landesamtes, Stand 2014.

## Geschichte

### Überblick
Der Ort wurde vermutlich von Alemannen gegründet und kam um 500 n. Chr. unter fränkische Herrschaft. In der Zeit von 500 bis 900 gehörte Hessigheim zum Enzgau. Im Jahre 774 wurde er im Lorscher Codex erstmals urkundlich erwähnt. 779 gab Graf Kunibert dem Kloster Fulda all seinen Besitz in der Main- und Neckargegend, darunter befand sich auch Besitz in Hessigheim. Die Zeit von 900 bis 1200 war von der Zugehörigkeit zur Grafschaft Ingersheim geprägt.
Im Mittelalter gehörte das Dorf zur Herrschaft Besigheim und teilte deren Geschicke; so befand es sich im Besitz der Markgrafschaft Baden, teilweise der Kurpfalz. Im Jahre 1595 erwarb Württemberg die Herrschaft. Verwaltungsmäßig gehörte der Ort schon in altwürttembergischer Zeit zum Amt Besigheim, das im Laufe des späteren 18. Jahrhunderts zum Oberamt wurde. Bei der Neugliederung des jungen Königreichs Württemberg am Anfang des 19. Jahrhunderts blieb die Zugehörigkeit zu diesem Oberamt bestehen. Durch die Verwaltungsreform während der NS-Zeit in Württemberg gelangte Hessigheim 1938 zum Landkreis Ludwigsburg. 1945 bis 1952 gehörte die Gemeinde zum Nachkriegsland Württemberg-Baden, das 1945 in der Amerikanischen Besatzungszone gegründet worden war. Der Ort befindet sich somit seit 1952 im neuen Bundesland Baden-Württemberg.
Die geschichtliche Vergangenheit wurde vorwiegend durch Klöster, insbesondere durch das Kloster Hirsau, bestimmt. Da im Schwarzwald kein Weinbau möglich war, brauchten die Mönche Besitz am Neckar, dessen Wein schon im Mittelalter berühmt war. Jahrhundertelang haben die Weingärtner in Hessigheim ihre Weine selbst vermarktet, bis 1950 die Weingärtnergenossenschaft Hessigheim eG gegründet wurde, die 1972 mit der Weingärtnergenossenschaft Besigheim fusionierte.
Während der Gemeindereform in den 1970er Jahren, als eine Eingliederung nach Besigheim zur Diskussion stand, konnte die Gemeinde ihre Unabhängigkeit wahren. Sie gehört seither jedoch dem Gemeindeverwaltungsverband Besigheim an. Mit ihren ca. 2200 Einwohnern ist Hessigheim die kleinste Gemeinde im Landkreis.

### Einwohnerentwicklung
Einwohnerzahlen nach dem jeweiligen Gebietsstand. Die Zahlen sind Volkszählungsergebnisse (¹) oder amtliche Fortschreibungen des Statistischen Landesamtes Baden-Württemberg (nur Hauptwohnsitze).
| Jahr                | Einwohner |
| ------------------- | --------- |
| 1. Dezember 1871¹   | 943       |
| 1. Dezember 1880¹   | 973       |
| 1. Dezember 1890¹   | 1.012     |
| 1. Dezember 1900¹   | 1.058     |
| 1. Dezember 1910¹   | 1.085     |
| 16. Juni 1925¹      | 1.113     |
| 16. Juni 1933¹      | 1.125     |
| 17. Mai 1939¹       | 1.072     |
| 13. September 1950¹ | 1.401     |
| 6. Juni 1961¹       | 1.381     |

| Jahr              | Einwohner |
| ----------------- | --------- |
| 27. Mai 1970¹     | 1.797     |
| 31. Dezember 1980 | 1.766     |
| 25. Mai 1987¹     | 1.796     |
| 31. Dezember 1990 | 1.941     |
| 31. Dezember 1995 | 2.107     |
| 31. Dezember 2000 | 2.191     |
| 31. Dezember 2005 | 2.209     |
| 31. Dezember 2010 | 2.217     |
| 31. Dezember 2015 | 2.384     |
| 31. Dezember 2020 | 2.511     |

## Religionen
Hessigheim ist seit der Einführung der Reformation im 16. Jahrhundert vorwiegend evangelisch geprägt. Für die wenigen Katholiken ist die römisch-katholische Gemeinde St. Christopherus in Gemmrigheim zuständig.

## Politik

### Gemeinderat
Der Gemeinderat in Hessigheim besteht aus den 10 ehrenamtlichen Gemeinderäten und dem Bürgermeister als Vorsitzendem. Der Bürgermeister ist im Gemeinderat stimmberechtigt. Bei der Kommunalwahl 2019 war der Gemeinderat durch Mehrheitswahl gewählt worden, da kein oder nur ein Wahlvorschlag eingereicht worden war. Bei der Kommunalwahl am 9. Juni 2024 traten zwei Listen an. Die Wahl führte zu folgendem Ergebnis. Die Wahlbeteiligung betrug 70,83 % (2019: 67,4 %).
| Liste                              | Prozent | Sitze |
| ---------------------------------- | ------- | ----- |
| Bürger für Hessigheim              | 83,63 % | 8     |
| Unabhängige Bürgerliste Hessigheim | 16,37 % | 2     |

### Bürgermeister
Martin Schwarz wurde 1992 Bürgermeister. Als Nachfolger wurde am 7. Februar 2010 Günther Pilz gewählt.
Pilz wurde im Februar 2018 mit 96,7 % der Stimmen wiedergewählt.

### Wappen und Flagge
Am 18. Juli 1979 wurde Hessigheim durch das Landratsamt Ludwigsburg ein Wappen und eine Flagge in den Farben Grün-Weiß verliehen. Das Wappen zeigt in Silber auf grünem Hügel, der unten mit einer silbernen Wellenleiste belegt ist, einen grünen Weinstock mit drei blauen Trauben. Es weist somit auf den Weinbau als traditionellen Erwerbszweig sowie auf die Lage am Neckar hin.

## Kultur und Sehenswürdigkeiten
Hessigheim liegt an der Württemberger Weinstraße, die durch alle württembergische Weinregionen an vielen Sehenswürdigkeiten vorbeiführt.

### Bauwerke

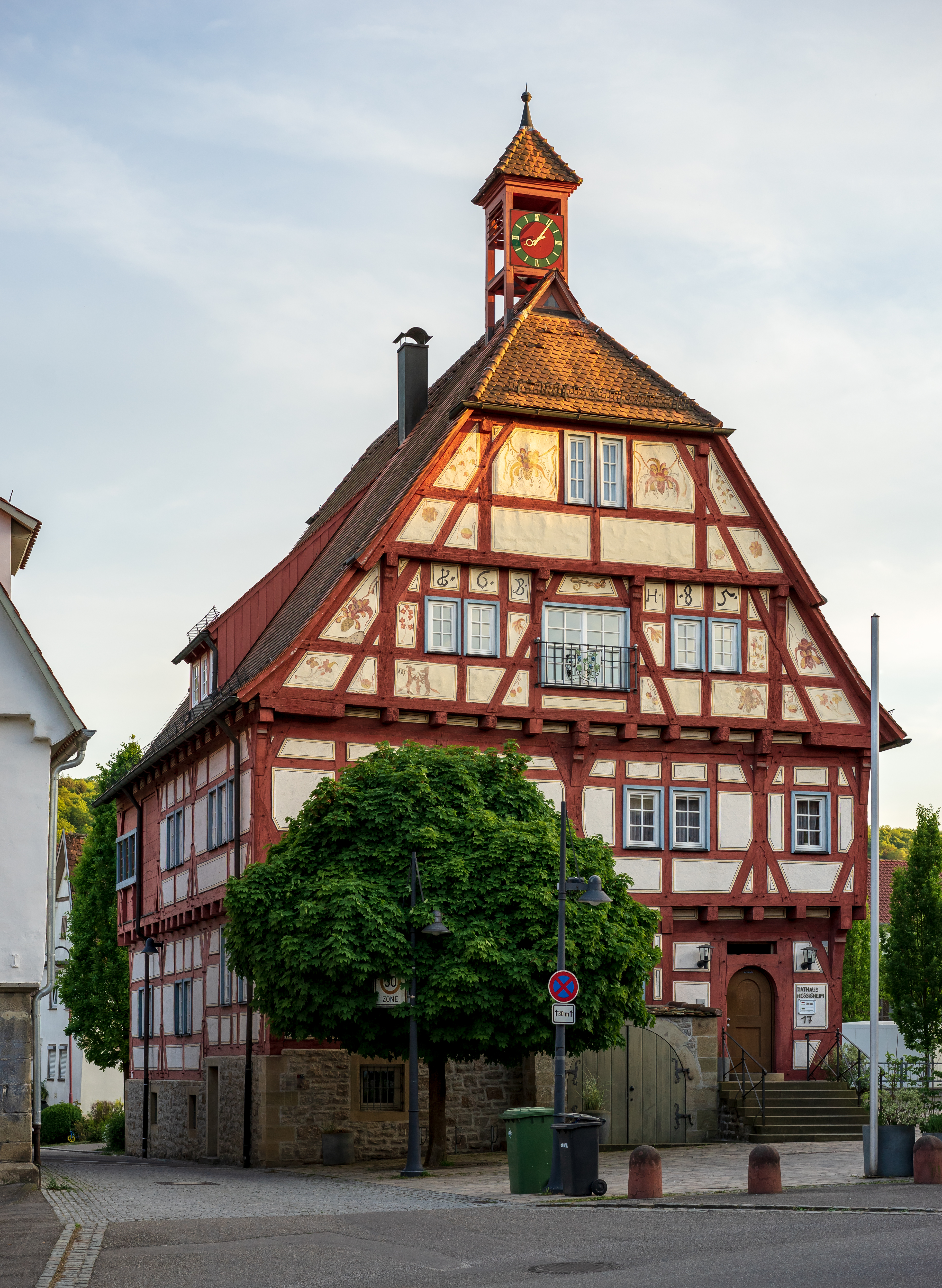
Rathaus von Hessigheim

- Das Rathaus von Hessigheim stammt aus dem 16. Jahrhundert.
- Im Neckar liegt die Staustufe Hessigheim.

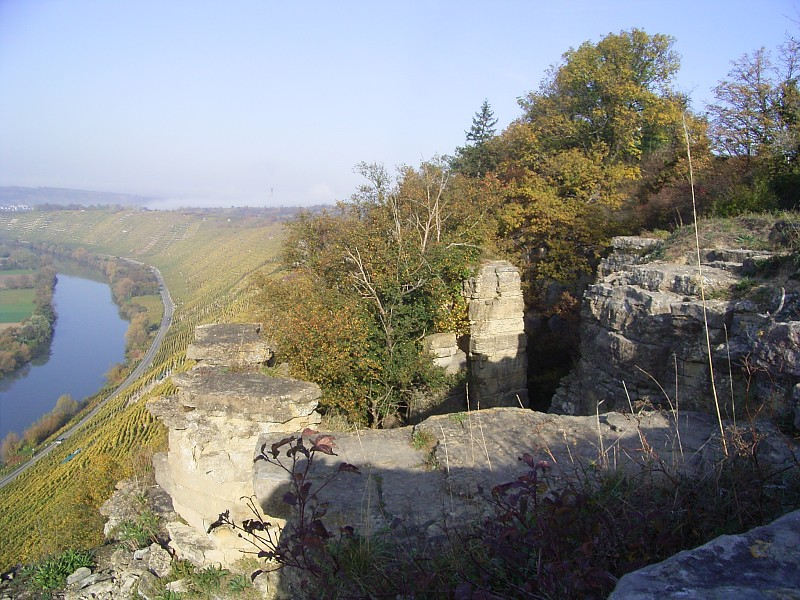
Die Hessigheimer Felsengärten vom oberhalb verlaufenden Wanderweg aus gesehen

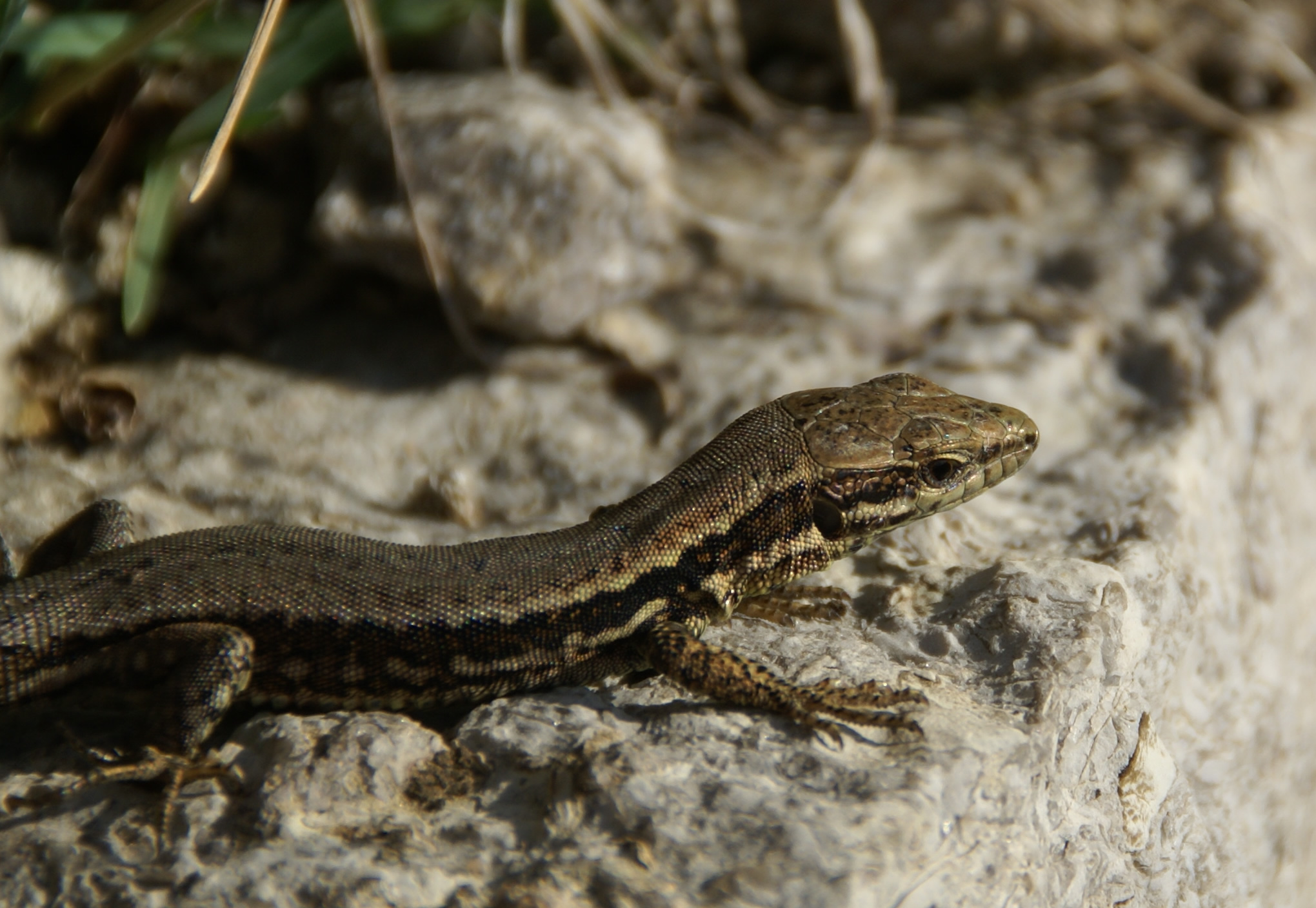
Mauereidechse in Trockenmauer (Fundort: Hessigheimer Felsengärten)

### Naturdenkmäler
Nördlich des Ortes befinden sich an einem Prallhang des Neckars die hoch aufragenden, zerklüfteten Felsengärten, die bei Wanderern wie bei Sportkletterern beliebt sind. In den letzten Jahren waren die Höhenwege dort wegen heftiger Erosionserscheinungen, Bergrutsch- und Steinschlaggefahr allerdings für Wanderer gesperrt. Mittlerweile wurden umfangreiche Hangsicherungen vorgenommen. Die Felsflächen und die darunter liegenden Weinberge bilden ein Biotop für geschützte und Wärme liebende Pflanzen und Tiere wie die Karthäusernelke, die Mauereidechse oder die Blauflügelige Ödlandschrecke.

## Wirtschaft und Infrastruktur
Hessigheim ist ein Weinbauort, dessen Lagen zur Großlage Schalkstein im Bereich Württembergisch-Unterland des Weinbaugebietes Württemberg gehören.

### Verkehr
Hessigheim ist über Busverbindungen nach Besigheim an den Schienenverkehr angeschlossen. Besigheim verfügt über einen Bahnhof an der Frankenbahn (Stuttgart–Würzburg). Der direkte Nachbarort Mundelsheim verfügt über einen unmittelbaren Anschluss an die Bundesautobahn 81. 
Durch Hessigheim verläuft der Neckartal-Radweg, der als Fernradweg von Villingen-Schwenningen nach Mannheim führt.
Hessigheim verfügt weiterhin über einen Haltepunkt der Neckar-Personenschifffahrt.

### Ansässige Unternehmen
Unterhalb der Hessigheimer Felsengärten, an der Straße nach Besigheim, befindet sich die Felsengartenkellerei, die von den Winzern der umgebenden Gemeinden (inklusive Hessigheim) betrieben wird.

### Bildung
Hessigheim verfügt über eine eigene Grundschule. Daneben gibt es drei Kindergärten sowie eine Kleinkindkrippe im Ort.

## Söhne und Töchter der Stadt
- Karl Hengerer (1863–1943), Architekt
- Andreas Schickhardt (1710–1782), württembergischer Finanzmann im herzoglichen Geheimen Kabinettministerium

## Ver- und Entsorgung
Das Stromnetz in der Gemeinde wird von der Syna GmbH betrieben. Eine Gasversorgung besteht nicht. Das Trinkwasser wird von der Besigheimer Wasserversorgungsgruppe bezogen. Entsorgt werden die Abwässer in der gemeindeeigenen Kläranlage, die etwa ein Kilometer neckarabwärts gelegen ist. Die Abfallentsorgung wird von der Abfallverwertungsgesellschaft des Landkreises Ludwigsburg mbH (AVL) übernommen, einer 100%igen Tochtergesellschaft des Landkreises Ludwigsburg. 